# Masacre de Ciepielów
La masacre de Ciepielów [t͡ɕɛˈpjɛluf] que tuvo lugar el 8 de septiembre de 1939 fue uno de los crímenes de guerra más grandes y mejor documentados de la Wehrmacht durante su invasión a Polonia. Ese día, el bosque cerca de Ciepielów fue el lugar de un asesinato en masa de prisioneros de guerra polacos del 74.º Regimiento de Infantería de la Alta Silesia polaca. La masacre fue llevada a cabo por soldados del 15.º Regimiento de Infantería Motorizada de la Wehrmacht alemana y la 29.ª División de Infantería Motorizada, bajo el mando del coronel Walter Wessel.
Este evento ha sido descrito como el crimen de guerra «más infame» cometido por los alemanes durante su invasión de Polonia. El número de muertos se ha estimado en 300, aunque una investigación más reciente estima un número de «más de 250» asesinados.

## Trasfondo

### Situación táctica
Alrededor del 8 de septiembre, durante la invasión de Polonia que comenzó el 1 de septiembre, el 15.° Regimiento de Infantería Motorizada alemán de la 29.ª División de Infantería Motorizada, 10.° Ejército Alemán, se enfrentó a los remanentes del 74.° Regimiento de Infantería Polaco de Alta Silesia de la 7.° División de Infantería polaca, Ejército de Cracovia, y tomó varios prisioneros de guerra. En ese momento, las fuerzas polacas en la región ya estaban en retirada, con la 7.ª División siendo efectivamente destruida el 3 y 4 de septiembre alrededor de Częstochowa, con su comandante, el general Janusz Gąsiorowski, hecho prisionero. El 74.º Regimiento de Infantería estaba al mando del coronel Wacław Wilniewczyc. También se considera que el regimiento sufrió grandes pérdidas durante la batalla de Częstochowa, y algunas fuentes lo reportan como totalmente destruido.

### Contexto de los crímenes de guerra alemanes

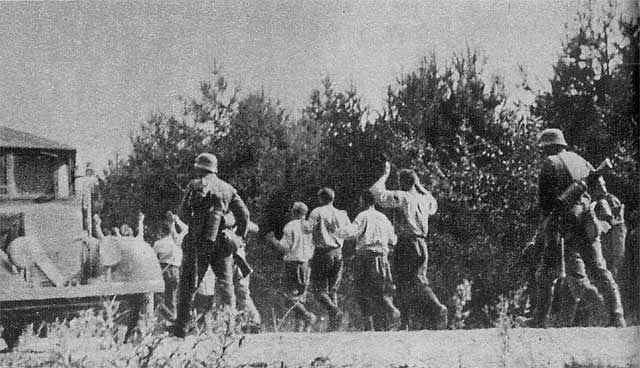
El coronel Walter Wessel ordena la ejecución de prisioneros de guerra polacos

Durante la invasión de Polonia, la Wehrmacht cometió una serie de crímenes de guerra, incluidas varias masacres de prisioneros de guerra, de las cuales Ciepielów se convirtió en la más conocida. Las razones sugeridas por algunos historiadores para las masacres incluyen el desprecio por los polacos y los soldados polacos, alentados por la propaganda nazi, que los describía como Untermenschen que odian a los alemanes, subhumanos faltos de preparación, recursos y voluntad lo que aseguraba una rápida rendición de los soldados polacos. Sin embargo, muchos otros historiadores occidentales señalan planes formulados por el Estado Mayor alemán, antes de la invasión, que autorizaba a las SS a realizar tareas de seguridad en nombre del ejército, que incluían el encarcelamiento o ejecución de ciudadanos polacos, judíos o gentiles. El 19 de septiembre, poco después del inicio de las hostilidades, Franz Halder, Jefe del Estado Mayor alemán, anotó en su diario que había recibido información de Reinhard Heydrich. Las SS estaban comenzando su campaña para «limpiar la casa» de judíos, intelectuales, el clero católico y la aristocracia en Polonia. Halder estaba al tanto de los asesinatos pero no se opuso. Desestimó los crímenes como aberraciones y rechazó la solicitud de un general de apresar a los criminales de las SS y la policía alemana. Además, los oficiales alemanes a menudo trataban a los soldados polacos, de unidades desorganizadas capturadas detrás de las líneas alemanas como partisanos, no como soldados regulares, justificando así sus órdenes de ejecuciones sumarias. Esto dio lugar a varias decenas de ejecuciones de grupos de soldados polacos, además de un número difícil de estimar de asesinatos de soldados individuales.
Las mayores masacres de prisioneros de guerra por parte de los alemanes, (además de Ciepielów), tuvieron lugar en Katowice (masacre de Katowice), con aproximadamente 80 muertos, Majdan Wielki con aproximadamente 42 muertes, Serock, con aproximadamente 80 muertes, Sochaczew (masacre de Sochaczew)  con aproximadamente 50 muertes, Szczucin, con aproximadamente 40 muertes, Zakroczym (masacre de Zakroczyn) con aproximadamente 60 muertes, y Zambrów (masacre de Zambrów), aproximadamente 200 muertes.
Los soviéticos, que también ocuparon partes de Polonia durante este período, llevaron a cabo ejecuciones masivas sistemáticas de oficiales militares polacos. De los aproximadamente 22 000 prisioneros asesinados en la Masacre de Katyn en Rusia, en la primera mitad de 1940, unos 8000 eran oficiales militares polacos encarcelados durante la invasión soviética de Polonia de 1939, otros 6000 eran agentes de policía y el resto eran intelectuales polacos.

## La masacre

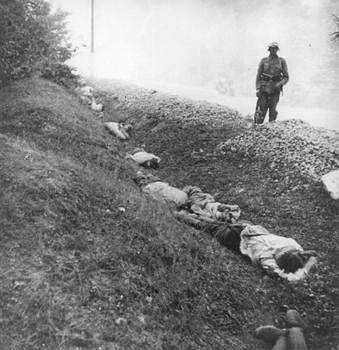
Cuerpos de prisioneros polacos asesinados

La masacre fue documentada en fotos y memorias de un soldado alemán anónimo, que presenció un enfrentamiento en el que soldados polacos tendieron una emboscada y mataron a más de una docena de soldados alemanes de la 11.ª Compañía del 15.º Regimiento, incluido el comandante de la compañía, el capitán Lewinsky. Luego se capturó a varios soldados polacos, y el Oberst (Coronel) Walter Wessel, comandante del 15 ° Regimiento de Infantería Motorizada alemán, 29 ° División de Infantería Motorizada, ordenó que les quitaran los uniformes y los declararan partisanos y los llevó a un lugar apartado cerca de la pueblo de Dąbrowa, cerca del pueblo más grande de Ciepielów, donde les dispararon. El autor anónimo de las memorias llegó a ese lugar después de escuchar disparos y contó aproximadamente 300 cuerpos en una zanja al borde de la carretera. Estos documentos fueron recibidos por la Misión Militar Polaca en Berlín Occidental en 1950.

## Número de víctimas
En 1970, la Comisión Principal para la Investigación de los Crímenes Nazis en Polonia (Główna Komisja Badania Zbrodni Niemieckich w Polsce) pidió a la Oficina Central Alemana de las Administraciones de Justicia del Estado para la Investigación de Crímenes Nacionalsocialistas (Zentrale Stelle der Landesjustizverwaltungen zur Aufklärung nationalsozialistischer Verbrechen) que investigara el caso más a fondo. La oficina alemana declaró que el coronel Wessel había muerto en Italia, que las entrevistas con otros soldados supervivientes no eran concluyentes y concluyó con una declaración de que la «batalla de Ciepielów» resultó en 13 bajas alemanas y 250 polacas.
Algunas otras cuentas alemanas han dado estimaciones de los prisioneros muertos en esta masacre como 250 o 150, la segunda cuenta también sugiere que un número desconocido de ejecuciones adicionales tuvo lugar el 9 de septiembre.
A partir de 2019, el sucesor de la Comisión polaca, Instituto de la Memoria Nacional (Instytut Pamięci Narodowej - Komisja Ścigania Zbrodni przeciwko Narodowi Polskiemu) afirma que el número de víctimas de la masacre fue de «al menos 250». También afirma que los soldados alemanes de la 29.ª División asesinaron a decenas de otras personas, incluidos prisioneros de guerra, así como a civiles judíos polacos y polacos étnicos, en Ciepielów y sus alrededores el 8 de septiembre y en días posteriores.
Si bien la mayoría de las fuentes polacas establecen el número de prisioneros de guerra muertos en este evento en 300, el historiador polaco Tomasz Sudoł ha dicho que, aunque es el número más comúnmente aceptado y repetido en la historiografía polaca, es probablemente exagerado, ya que el relato del cronista alemán anónimo y los cuerpos que observó no provenían necesariamente de la ejecución de prisioneros de guerra; algunos podrían haber caído durante la batalla misma. Los alemanes también llevaron a cabo una serie de otras ejecuciones de prisioneros de guerra en ese momento y en las cercanías de Ciepielów, como el asesinato de prisioneros en Cukrówka, y las víctimas de ejecuciones en varios lugares podrían haber sido enterradas en el mismo lugar, con entierros y exhumaciones hechos de prisa y sin la debida diligencia. Finalmente, Sudoł menciona que algunas de las fotografías asociadas con el evento pueden, de hecho, provenir de esos eventos similares que ocurrieron en lugares cercanos y que simplemente se agruparon bajo la misma categoría.

## Conmemoración

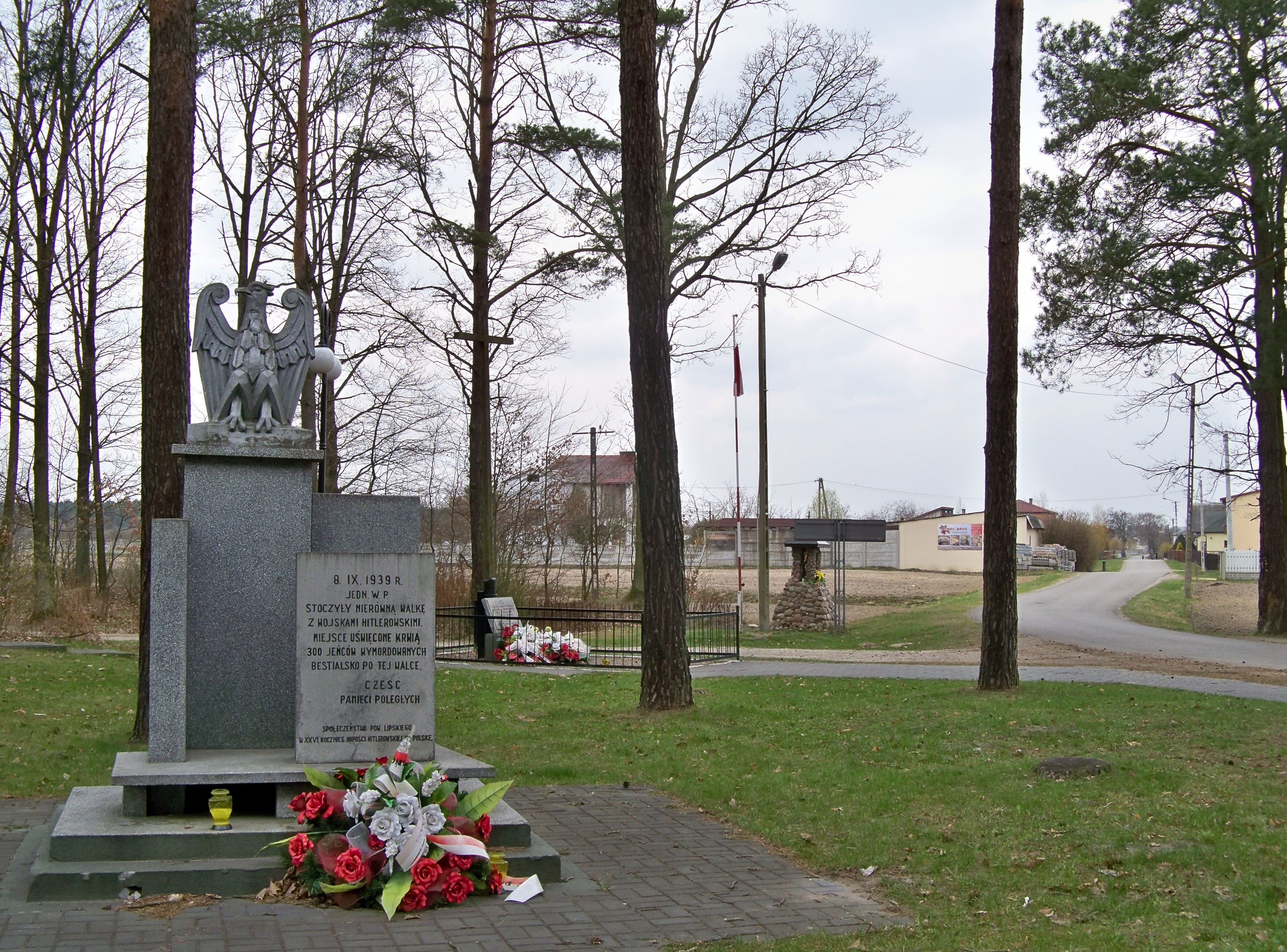
Monumento en recuerdo de las víctimas de la masacre de Ciepielów

Este evento se hizo conocido como el crimen de guerra más infame cometido por los alemanes durante su invasión de Polonia, o el crimen de guerra más infame cometido por alemanes cuyas víctimas fueron soldados polacos regulares.
Durante muchos años, en el aniversario de la masacre, el pueblo de Ciepielów ha organizado un acto conmemorativo, en torno al monumento a las víctimas. Las actividades de conmemoración incluyen conciertos de canciones patrióticas que incluyen el himno de Polonia, una misa campal, una ofrenda floral y un discurso del wójt o burgomaestre de Gmina Ciepielów, una ceremonia de premiación a aquellas personas que preservan la historia local, y culmina con una ofrecimiento a todo el público presente de la tradicional sopa militar de guisantes.
La masacre también está registrada en la Tumba del Soldado Desconocido en Varsovia. La Tumba del Soldado Desconocido es un monumento ubicado en Varsovia, Polonia, dedicado a los soldados desconocidos que han dado su vida por Polonia. Es una de las muchas tumbas nacionales a los soldados desconocidos que se erigieron tras la Primera Guerra Mundial, y el monumento más importante de su tipo en Polonia.